# LVCI 131–150
Die LVCI 131–150 waren Dampflokomotiven der Lombardisch-venetianischen und central-italienischen Eisenbahn-Gesellschaft (LVCI), einer privaten Bahngesellschaft Österreich-Ungarns.
Die 20 Lokomotiven wurden von Schneider in Le Creusot 1858 an die LVCI geliefert.
Sie erhielten die Betriebsnummern 131–150.
Die Südbahngesellschaft (SB) übernahm zehn dieser Loks (141–150) in ihren Bestand als Reihe 20 mit den SB-Nummern 101–110.
1867 kamen die zehn Lokomotiven zur Strade Ferrate Alta Italia (SFAI), die ihnen gemeinsam mit den von der LVCI stammenden die Nummern 738–757 gab.
Über die Rete Adriatica, die ihnen die Nummern 3016–3035 zuwies, kamen 1905 noch zwei Stück zur FS als 3953–3954.
Die anderen 18 Maschinen wurden von der RA von 1898 bis 1905 ausgemustert.